# Omitlán de Juárez
Esta página se refiere a una localidad. Para el municipio homónimo véase Municipio de Omitlán de Juárez
Omitlán de Juárez es una localidad mexicana, cabecera municipal del municipio de Omitlán de Juárez en el estado de Hidalgo .

## Geografía
Se encuentra en la región geográfica de la Comarca Minera; a la localidad le corresponden las coordenadas geográficas 20° 10’ 10.2” de latitud norte y 98° 38’ 55.1” de longitud oeste, con una altitud de 2410 m s. n. m. Cuenta con un clima templado subhúmedo con lluvias en verano, más húmedo; con una temperatura media anual de 14 °C y una precipitación pluvial anual de 700 a 1200 milímetros..
En cuanto a fisiografía se encuentra en la provincia del Eje Neovolcánico, dentro de la subprovincia del Llanuras y Sierras de Querétaro e Hidalgo; su terreno es de sierra. En lo que respecta a la hidrología se encuentra posicionado en la región del Pánuco, dentro de la cuenca el río Moctezuma, y en la subcuenca del río Amajac.

## Demografía
En 2020 registró una población de 1050 personas, lo que corresponde al 11.30 % de la población municipal. De los cuales 484 son hombres y 566 son mujeres.
| Gráfica de evolución demográfica de Omitlán de Juárez entre 1900 y 2020 |
|                                                                         |
| Población registrada por los censos y conteos del INEGI.                |